# Полетти, Джулиано
Джулиано Полетти (итал. Giuliano Poletti; 19 ноября 1951, Имола) — деятель кооперации, министр труда и социальной политики Италии (2014—2018).

## Биография
Джулиано Полетти родился 19 ноября 1951 года в Имоле. Получил среднее специальное образование эксперта по аграрным вопросам в техническом институте общественной деятельности (ITAS) «Scarabelli» в Имоле, затем работал по специальности в сельскохозяйственном кооперативе, а с 1976 по 1979 год — в коммунальном совете Имолы, где представлял ИКП. Некоторое время спустя стал президентом Организации изучения и содействия виноградарству и виноделию (Ente per gli Studi e l’Assistenza Vinicola ed Enologica, ESAVE) Эмилии-Романьи, которую занимал до 1990 года, а в 1992 году возглавил подразделение Legacoop в Эмилии-Романье Efes; в 2000 году возглавил региональное отделение Legacoop в Эмилии-Романье и стал вице-президентом национального правления этой организации, а в 2002 году возглавил её. В 2006 году стал президентом Coopfond — компании, контролирующей кооперативные фонды взаимного кредитования, в 2013 году стал вице-президентом Исполнительного комитета организации Cooperatives in Europe, в феврале того же года — президентом Альянса итальянских кооперативов (Alleanza delle Cooperative Italiane).
С 1982 по 1989 год возглавлял местное отделение ИКП в Имоле, после реорганизации компартии вошёл в ДПЛС, затем — в партию левых демократов.
22 февраля 2014 года стал министром труда и социальной политики в правительстве Ренци в качестве «технократа», не представляя какой-либо партии.
16 мая 2014 года Палата депутатов проголосовала за придание статуса закона постановлению правительства от 20 марта 2014 года о трудовых отношениях (Decreto Poletti или Jobs Act), подготовленному Джулиано Полетти. Основные изменения, по сравнению с прежним законодательством, касаются практики заключения трудовых договоров и организации производственной практики (максимальная длительность трудового договора установлена в 3 года, продление возможно не более пяти раз, доля работающих по договорам не должна превышать 20 % от общего количества занятых).
12 декабря 2016 года вновь получил портфель министра труда — в сформированном после отставки Маттео Ренци правительстве Джентилони.

## Личная жизнь
Женат на Анне Вентурини, представляющей в коммунальном совете Кастель-Гвельфо Демократическую партию, у супругов двое взрослых сыновей — Мануэль и Томас. Семья разделяет страсть к гандболу и к ежегодному отдыху в «доме на колёсах» на адриатическом побережье.